# Józef Oleksy
Józef Oleksy (['juzɛf ɔ'lɛksɪ]) (Nowy Sącz, 22 juni 1946 –  Warschau, 9 januari 2015) was een Pools politicus. In de jaren 1995-1996 was hij premier van Polen, in de jaren 1993-1995 en 2004-2005 voorzitter van het Poolse lagerhuis, de Sejm.

## Biografie
Józef Oleksy studeerde in Warschau aan de Hogeschool voor Planning en Statistiek (SGPiS) en behaalde kort daarop ook zijn doctoraat in de economie. In 1968 werd hij lid van de Poolse Verenigde Arbeiderspartij (PZPR). Van 1970 tot 1978 werkte hij voor de militaire inlichtingendienst en vanaf 1977 vervulde hij diverse functies binnen de partij. Van 1987 tot 1989 was hij eerste secretaris van de PZPR in de wojwodschap Biała Podlaska. In 1989 werd hij minister voor samenwerking met de vakbonden. In datzelfde jaar nam hij namens het regeringskamp deel aan de rondetafelconferentie.
Na de eerste gedeeltelijk vrije verkiezingen van 4 juni 1989 kwam Oleksy namens de PZPR in de Sejm. In 1990 was hij een van de oprichters van de partij Sociaaldemocratie van de Republiek Polen (SdRP), die de plaats innam van de PZPR. In 1999, toen de SdRP definitief opging in de Alliantie van Democratisch Links (SLD), werd ook Oleksy lid van de nieuwe partij. In de jaren 2004-2005 was hij partijvoorzitter.
Van 1993 tot 1995 was hij voorzitter ("maarschalk") van de Sejm en op 7 maart 1995 werd hij premier van coalitieregering van de SLD (toen nog een coalitie waartoe ook zijn partij de SdRP behoorde) en Poolse Volkspartij (PSL). Hij zou deze functie minder dan een jaar blijven vervullen. Op 7 februari 1996 moest hij aftreden, nadat hij er door minister van binnenlandse zaken Andrzej Milczanowski (een van de drie ministers die rechtstreeks door president Lech Wałęsa waren benoemd) van was beschuldigd onder het pseudoniem "Olin" te hebben samengewerkt met de KGB. Hoewel deze aanklacht nooit is bewezen, heeft de affaire de politieke carrière van Oleksy toch aanmerkelijk geschaad. In de jaren hierop speelde hij binnen de SLD slechts een marginale rol.
In januari 2004 maakte hij een comeback als vice-premier en minister van Binnenlandse Zaken in de regering van Leszek Miller. Hij zou deze functies maar kort blijven vervullen, want op 21 april van dat jaar werd hij voor de tweede maal verkozen tot voorzitter van de Sejm; hij volgde Marek Borowski op, die kort daarvoor uit onvrede over de koers van de regering uit de SLD was gestapt. Aan zijn carrière kwam echter opnieuw een voortijdig einde toen in december van datzelfde jaar door een rechtbank bewezen werd geacht, dat hij in de jaren 1970-1978 informant was geweest voor de Poolse militaire inlichtingendienst, de AWO. Als gevolg hiervan werd hij op 5 januari 2005 door de Sejm van zijn functie ontheven en enkele maanden later moest hij ook aftreden als SLD-voorzitter.

## De Oleksy-tapes
In 2007 werd Józef Oleksy opnieuw het middelpunt van een schandaal. In maart van dat jaar publiceerde de website van het weekblad Wprost fragmenten van een stenogram van een privégesprek dat Oleksy in september 2006 had gehad met de Poolse zakenman Aleksander Gudzowaty, waarin hij zich uiterst laatdunkend had uitgelaten over verschillende van zijn partijgenoten. Zo verweet hij oud-president Aleksander Kwaśniewski financiële malversaties, noemde hij SLD-leider Wojciech Olejniczak een "narcist" en de latere presidentskandidaat Jerzy Szmajdziński "een opgeblazen hufter". Na het uitlekken van dit gesprek bood Oleksy openlijk zijn excuses aan, maar werd desondanks uit de partij gezet. Op 1 februari 2010 werd hij opnieuw toegelaten als lid van de SLD en op 12 mei 2012 werd hij vicevoorzitter van die partij, een functie die hij tot zijn dood is blijven bekleden. Oleksy overleed op 9 januari 2015 op 68-jarige leeftijd aan kanker.

## Privéleven
Józef Oleksy was getrouwd met Maria Oleksy, de vicevoorzitter van het Poolse Rode Kruis. Het echtpaar had twee kinderen.

## Trivia
Dankzij Oleksy is de Poolse taal één woord rijker geworden: józiolenie, hetgeen zoveel betekent als "flauwekul uitkramen" en is afgeleid van een koosnaam voor de naam Józef, Józio. Het was de laconieke reactie van oud-premier Miller, nadat Oleksy in maart 2010 openlijk de kansen van Jerzy Szmajdziński als tegenkandidaat van Lech Kaczyński in de presidentsverkiezingen in twijfel had getrokken.